# 伊達成宗
伊達 成宗（だて しげむね/なりむね）は、室町時代中期から戦国時代にかけての武将。官位は従四位上・兵部少輔。伊達氏12代当主。

## 概要
11代当主・伊達持宗の次男。母は憲徳院。
次男であったが、兄・義宗（よしむね）は庶長子であり跡を継げなかったため（のち懸田詮宗の養子となる）代わって嫡男とされ、父・持宗の後を受けて文明元年（1469年）家督を継いで当主となる。同時に奥州探題にも就任している。
応仁元年（1467年）から文明4年（1472年）までの間、成宗は国分氏と3度戦ってようやく和睦した。この争いに際して国分氏を支援した出羽国の寒河江氏を攻める。
文明11年（1479年）冬、桑折播磨守を大将として寒河江城に侵攻するものの寒さの為撤退し、翌文明12年（1480年）春再び攻め寄せる。伊達軍は寒河江荘奥深くに誘い込まれ、桑折播磨守が打ち取られ壊滅した（菖蒲沼の戦い）。その後、播磨守の子息は最上満氏の仲介により、戦場の見える慈恩寺山中に松蔵寺を開いて供養した。
文明15年（1483年）、成宗は上洛して足利将軍家に太刀23振、馬95頭、砂金380両、銭5万7000疋を献上している。これは伊達氏の実力を奥州随一として中央に認めさせることにもなった。この際、観世大夫五世・之重に馬を送り、興福寺で薪能を見た。長享2年（1488年）、大崎氏で内乱が起こると、正室が大崎氏出身という経緯から大崎氏の当主・大崎義兼を助け、これを当主として復帰させることに務めている。
成宗の没年は詳しく分かっていないが、伊達氏の史書では長享元年（1487年）が有力視されている。この没年が正しいとすれば、前述した大崎氏の内乱に介入したのは成宗ではなく、その子の尚宗ということになる。また、伊達氏の代々の子孫は成宗の追悼の祭礼を行なっている。

## 系譜
- 父：伊達持宗（1393年-1469年）
- 母：憲徳院
- 正室：慧厳院 - 大崎教兼の娘
  - 嫡男：伊達尚宗（1453年-1514年）
- 生母不明の子女
  - 次男：葛西宗清 - 葛西満重の養子
  - 男子：伊達出羽守 - 近江伊達氏祖、六角氏に仕える

## 関連作品
- 政宗ダテニクル（声：内田雄馬）2016年のアニメ作品および2021年の劇場アニメ作品。福島県伊達市のご当地アニメとしてガイナが制作。